# Stereosphaeria phloeophila
Stereosphaeria phloeophila är en svampart som beskrevs av Kirschst. 1939. Stereosphaeria phloeophila ingår i släktet Stereosphaeria och familjen Clypeosphaeriaceae.   Inga underarter finns listade i Catalogue of Life.